# André Sainte-Laguë
André Sainte-Laguë (ur. 20 kwietnia 1882 w Saint-Martin-Curton, zm. 18 stycznia 1950) – francuski matematyk, pionier teorii grafów. Twórca metody podziału mandatów w systemach wyborczych znanej jako metoda Sainte-Laguë.